# イリバ
イリバ (アラビア語: هريبا) は、チャドのワジ・フィラ州にある小さな街である。コベ県の内部に位置していて、独自の支庁と地域裁判所を持っている。現在は、イリバ空港が位置する。

## 気候
イリバの気候は砂漠気候で、乾季と雨季の2つの時期があります。雨季にはかなりの量の雨が降るが、その雨水は「ワジ」と呼ばれる季節ごとにできる川によって急速にイリバから流れていく。冬 (12月〜2月) は非常に寒く、夏は非常に暑くて乾燥しているため、水不足が慢性的な問題となっている。

## 民族
イリバの人々はザガワ族と呼ばれている。チャドとスーダンの国境を挟んだ両側に住む民族で、現地語はアラビア語やフランス語といったこの地域の正式な言語とは関係のないアフリカ系の土着な言語であるザガワ語です。ザガワ族は、ザガワのスルターンのもと、伝統的な支配体制となっている。

## 難民
2004年にダルフール地域からイリバ周辺にダルフール紛争によって逃れてきた多くの難民がいる。難民は主に同じ民族で、この地域にある3つの大きな難民キャンプである、イリディミ、トゥールーム、アムナバックに住んでいる。この3つのキャンプには、6万人以上の難民が暮らしている。難民の流入に伴い、避難民の支援と保護のために国際的な活動が必要となった。UNHCR (国連難民高等弁務官事務所) はこの地域の主要な国際機関であり、WFP (国際連合世界食糧計画) やその他多くのNGOが難民の生活のさまざまな側面を支援している。

## 関連記事
- チャドの都市の一覧
- チャドの行政区画